# Reichsmilitärgericht

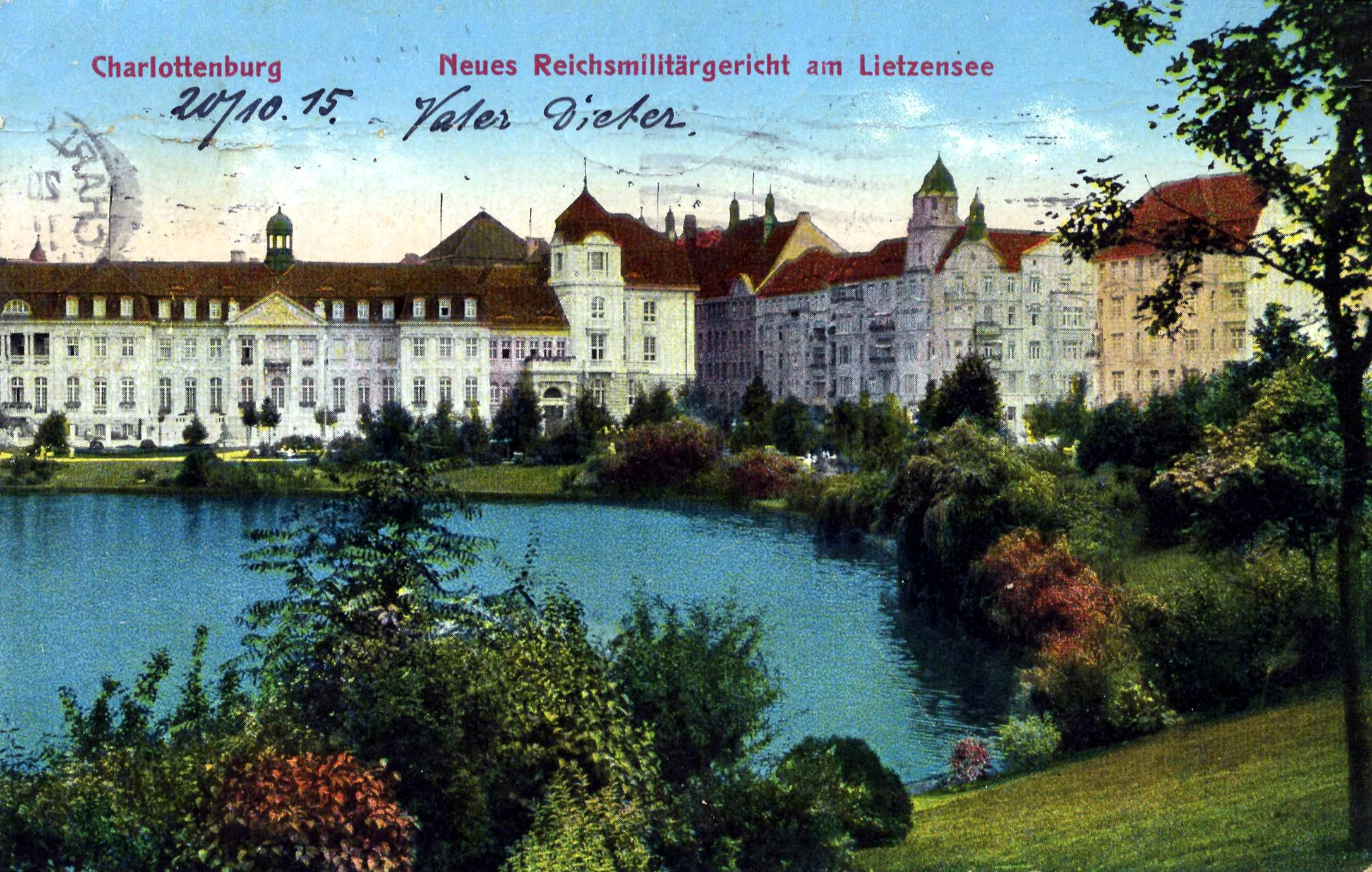
Reichsmilitärgericht am Lietzensee, um 1915

Das Reichsmilitärgericht (RMG) war bis 1920 das höchste deutsche Militärgericht. In der Zeit des Nationalsozialismus nahm das Reichskriegsgericht (RKG) diese Funktion wahr.
In Preußen wurde am 1. Oktober 1900 das bis dahin zuständige Generalauditoriat (mit dem Generalauditor) aufgrund des Gesetzes vom 1. Dezember 1898 über die Militärstrafgerichtsordnung durch das Reichsmilitärgericht ersetzt (siehe auch Militär-Strafgesetzbuch).
Das Königreich Bayern besaß im Rahmen seiner Reservatrechte als letzten Rest der Bayerischen Militärgerichtsbarkeit dort einen eigenen (III.) Senat.
Der Präsident, ein General oder Admiral im Range eines Kommandierenden Generals bzw. Admirals, wurde vom Kaiser ernannt.

## Gerichtsgebäude

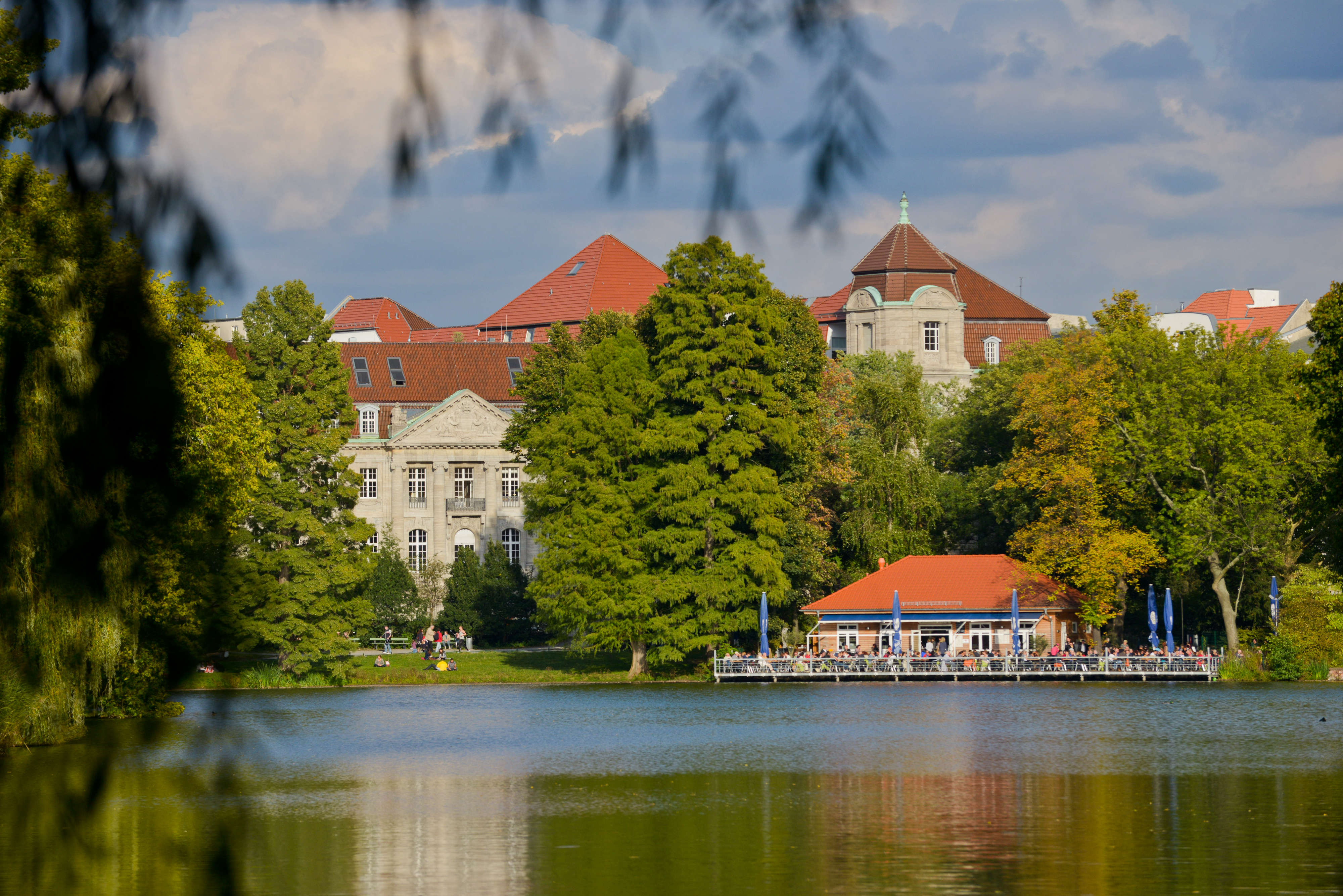
Das Gebäude im Jahr 2012

Der Dienstsitz des Reichsmilitärgerichtes befand sich in einem von 1908 bis 1910 in der Witzlebenstraße 4–5 in Charlottenburg bei Berlin errichteten Gebäude im Stil von Klassizismus und Neobarock. Der feuchte Untergrund stellte besondere technische Ansprüche, denen mit einer Pfahlgründung begegnet wurde. Keller waren aus diesen Gründen nicht vorhanden, lediglich ein als Archiv genutztes Souterrain sowie Kriechgänge mit Leitungsanlagen darunter. Das drei- bis fünfgeschossige Anwesen gliedert sich in den Präsidialflügel, der parallel zum südwestlich gelegenen Lietzensee verläuft, den Kammerflügel parallel zur Witzlebenstraße im Südosten sowie den Kanzlei- und Parkflügel auf dem straßenabgewandten Teil des Grundstücks. Im Inneren sind im ursprünglichen Bauzustand insbesondere die Treppenhäuser und die Präsidentenwohnung sehr repräsentativ ausgeführt. Weitere herausragende Räume sind der Kammersaal und der Ballsaal (später Turnsaal).
1922 bis zur Auflösung 1941 war es im Gebäude das Reichswirtschaftsgericht untergebracht.
Von 1951 bis zur Deutschen Wiedervereinigung hatte das Kammergericht seinen Sitz in diesem Haus, anschließend für wenige Jahre der 5. Strafsenat des Bundesgerichtshofs. Von 1997 an stand das Haus leer.
Für das seit 1995 unter Denkmalschutz stehende Gebäude mitsamt seinem rund 7500 Quadratmeter großen Grundstück gab es zunächst Überlegungen zu einer erneuten Nutzung als Gerichtssitz oder als Sitz einer Botschaft, dann zur Umwandlung in ein Luxushotel. 2005 verkaufte die Bundesanstalt für Immobilienaufgaben das Anwesen jedoch für rund 3,5 Millionen Euro an die RVB Witzlebenstraße GmbH & Co.KG, die eng mit dem niederländischen Bauunternehmen Kondor Wessels verbunden ist. Kondor Wessels trat auch als Finanzier und Projektentwickler auf. Von April 2006 bis November 2007 wurde die Anlage mit 16.600 Quadratmetern Brutto-Grundfläche zur Wohnanlage mit 106 hochwertigen Wohnungen umgebaut, von denen 21 im Untergeschoss auf seniorengerechtes Wohnen ausgerichtet sind. Die Wohnungsgrößen variieren zwischen 42 und 207 Quadratmetern. Die Umbaukosten lagen bei knapp 22,5 Millionen Euro. Die Immobilie wird unter dem Namen „Atrion“ vermarktet.
Der Erhaltungszustand des einstigen Gerichts war so gut, dass an der Substanz nur geringfügige Erneuerungsarbeiten nötig wurden. Größte äußere Veränderungen waren der Abbruch eines ehemaligen Küchenflügels und der Anbau von Balkonen und Loggien sowie von Laubengängen an der Hofseite, was die Vergrößerung von Fenstern und weitere Veränderungen an der Fassade nötig machte. Im Inneren beschränkte sich der Umbau im Wesentlichen auf das Schaffen moderner Wohnbedingungen, die Erschließung durch neue Treppenhäuser und Aufzüge anstelle der früheren, langen Flur-Fluchten sowie die Anlage von Kellerräumen im Souterrain und einer zweigeschossigen Tiefgarage. Die frei gewordenen Flure wurden so aufgeteilt, dass Raum für Nebenräume wie Küchen und Bäder entstand. Während der Bauarbeiten kam öffentlicher Protest auf, weil nach der Umnutzung keinerlei Bezug zur Geschichte, insbesondere zu den Urteilen der NS-Justiz, erkennbar wurde. Allerdings wurde schließlich der Kammersaal nicht, wie zunächst geplant, zum Salon für die Bewohner umgestaltet, sondern in seinem historischen Zustand belassen.
Die Eigentümergesellschaft behält diese Wohnungen in ihrem Bestand und tritt als Vermieterin auf.

## Präsidenten
| Dienstgrad             | Name                                   | Datum                                   |
| ---------------------- | -------------------------------------- | --------------------------------------- |
| General der Infanterie | Julius Heinrich von Gemmingen-Steinegg | 09. Juli 1900 bis 20. Oktober 1903      |
| General der Kavallerie | Robert von Massow                      | 20. Oktober 1903 bis 23. September 1906 |
| General der Infanterie | Wilhelm von Linde-Suden                | 24. September 1906 bis 6. April 1911    |
| General der Infanterie | Günther von Kirchbach                  | 07. April 1911 bis 26. Juli 1918        |
| Generaloberst          | Moriz von Lyncker                      | 27. Juli 1918 bis 25. Juni 1919         |
| Generalleutnant        | Arthur von Gabain                      | 25. Juni 1919 bis 30. September 1920    |